# Albrecht Steiger

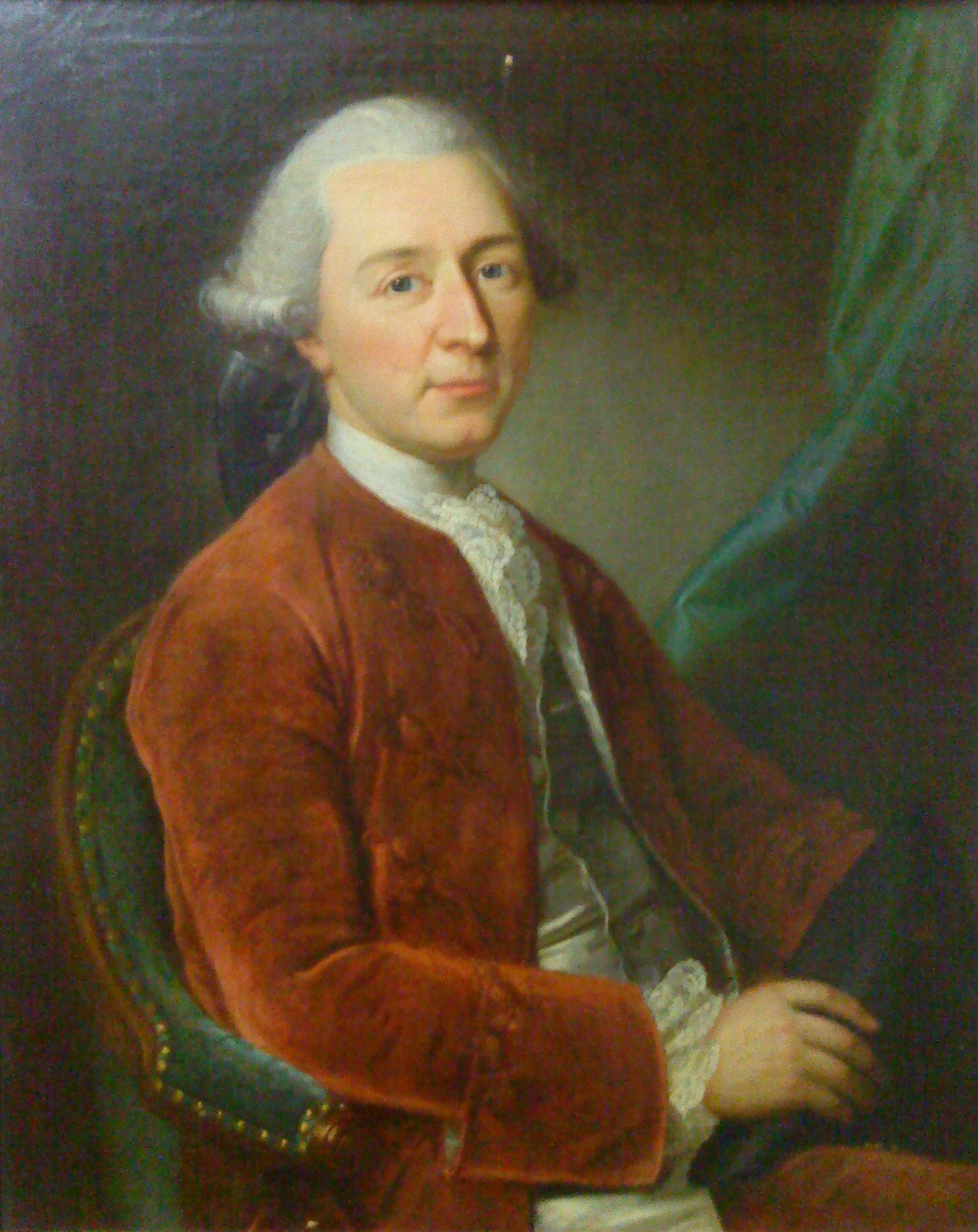
Albrecht Steiger (1723–1793), Bildnis von Emanuel Handmann (1771)

Albrecht Steiger (* 11. März 1723; † 4. Juni 1793 in Zweisimmen) war ein Schweizer Offizier und Politiker.

## Leben
Albrecht Steiger, Sohn des Hans Rudolf Steiger und der Maria Magdalena Lombach, war Hauptmann der bernischen Truppen, wirkte in der bernischen Verwaltung als Gerichtssubstitut, gelangte 1764 in den bernischen Grossen Rat, war 1765 Ohmgeltner im äussern Distrikt, in den Jahren 1776 bis 1782 Salzdirektor in Roche und ab 1789 Kastlan zu Zweisimmen. Er verstarb 1793 im Amt auf Schloss Blankenburg.
Steiger war 1759 Mitbegründer und erster trésorier der Grande Société in Bern. 1765 heiratete er Elisabeth Fischer (1734–1807), deren Schwester mit Gottlieb Fischer verheiratet war. Die beiden hatten zwei Kinder.